# Callidium frigidum
Callidium frigidum là một loài bọ cánh cứng trong họ Cerambycidae.